# Club Soccer Mont-Royal Outremont (féminines)
La section féminine du Club Soccer Mont-Royal Outremont est un club féminin de soccer québécois basé à Mont-Royal et Outremont dans la banlieue de Montréal.

## Histoire
En 2024, le CS Mont-Royal Outremont remporte un premier titre en Ligue1 Québec, en dominant l'Académie du CF Montréal 2-1. Le club parvient ensuite en finale du tournoi inter-provincial, obtient le match nul face aux Whitecaps de Vancouver, mais perd le titre national aux tirs au but (2-2, 2-3).
Le 20 mars 2025, les Roses de Montréal, premier club féminin professionnel du Québec, disputent le premier match de leur histoire, un match amical à huis-clos, face au CSMRO. En août de la même année, le club atteint la finale de Ligue1 Québec et s'impose face au FC Laval (3-1) pour décrocher un deuxième titre consécutif. Lors du tournoi inter-provincial, les Griffons s'inclinent à nouveau en finale, cette fois face aux Simcoe County Rovers (0-2).

## Palmarès
Ligue1 Québec (2) :
- Champion en 2024 et 2025